# Hasliberg
Hasliberg je obec v okrese Interlaken-Oberhasli v kantonu Bern ve Švýcarsku. Žije zde přibližně 1 200 obyvatel.

## Geografie

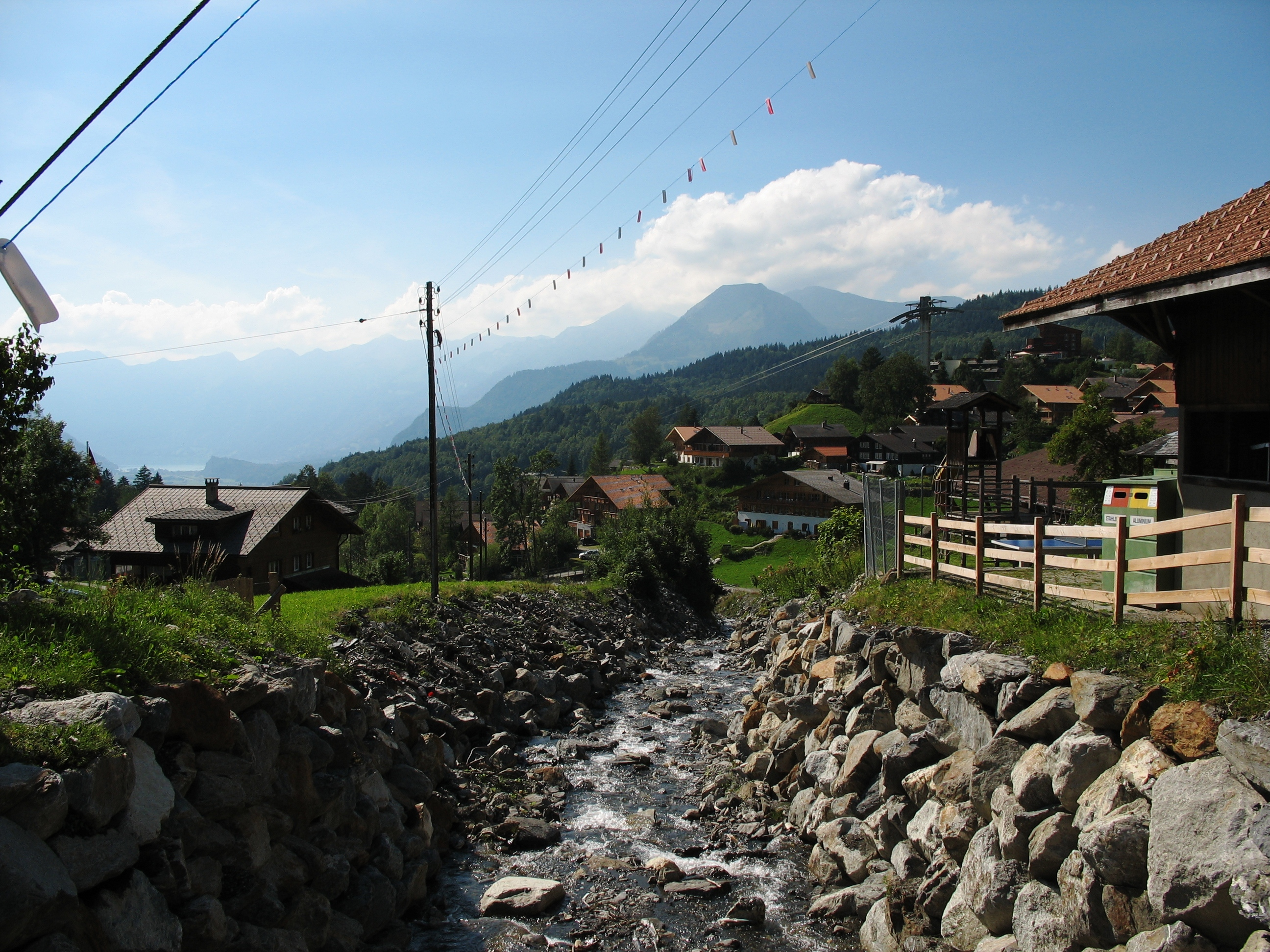
Reuti

Obec Hasliberg začíná za průsmykem Brünigpass (1008 m n. m.). Odtud se táhne přes celou terasu údolí Haslital až k vrcholu Planplatten (2246 m n. m.) a pokračuje do oblasti Baumgarten/Engstlenalp. Obec sousedí na západě a jihu s Meiringenem, na východě s Innertkirchenem a na severu s obcí Lungern v kantonu Obwalden. Nejvyšším bodem v obci Hasliberg je vrch Glogghüs ve výšce 2534 m n. m., nejnižší bod se nachází na pěšině v Reutibergu v nadmořské výšce asi 700 m n. m.
Osídlená oblast se rozkládá na území čtyř obcí v délce devíti kilometrů: od průsmyku Brünig se přijíždí do Hohfluhu (1051 m n. m.), odtud přes Wasserwendi (1217 m n. m.) a Goldern (1082 m n. m.) nakonec do Reuti (1061 m n. m.).
Hasliberg má rozlohu 41,7 km². V této oblasti je 52,8 % použito pro zemědělské účely, 32,4 % je zalesněno, 2,8 % zabírají stavby (budovy nebo silnice) a zbytek 12 % je v přírodním stavu (řeky, ledovce a hory).
Pod Hasliberg spadají čtyři vesnice v okolí: Hohfluh, Wasserwendi, Goldern a Reuti.

## Historie

Nádraží Brünig (1890)

Hasliberg byl centrem staré oblasti (údolní obce) Hasle. Název Hasle pravděpodobně pochází ze starohornoněmeckého hasal(a) (lískový keř). Ve 13. století zde existovala rozptýlená osada, poprvé zmiňovaná roku 1358 jako ze Hasle an dem Berge. Moderní obec byla založena v roce 1834 jako Hasleberg v hranicích obce Bäuert, která existovala již od pozdního středověku; moderní pravopis Hasliberg se stal oficiálním v roce 1923.
V obci byly nalezeny římské mince (v lokalitách Lachenboden a Wasserwendi). Ve středověku Hasliberg patřil k císařskému dvoru Hasli (Oberhasli) a v roce 1334 s ním připadl Bernu. Hasliberg je od středověku součástí farnosti Meiringen. Kaple ve Wasserwendi byla zrušena během reformace v roce 1528.
Až do 19. století bylo hlavním zaměstnáním vysokohorské zemědělství a chov dobytka s chovem skotu, koní a sýrů na vývoz do údolních oblastí a Lombardie, přičemž pro výrobu a způsob života bylo charakteristické střídání soukromého domácího hospodaření v osadě a kolektivního hospodaření na Vorsassenu (1250–1450 m n. m.) a na alpách (od cca 1600 m n. m.), které byly ve společném vlastnictví. Od pozdního středověku tvořili sedláci zemědělské společenství s vlastními komunitními předpisy (nejstarší pochází z roku 1555) které upravovaly alpskou pastvu, využívání pastvin, termíny pastvy a společné práce při údržbě selského majetku. Od pozdního středověku zde často docházelo k ostrým sporům s obyvateli Lungernu a Kernsu, protože práva na alpské pastviny se až do definitivního vymezení mezi Bernem a Obwaldenem překrývala s horskými hřebeny na obou stranách. Obec dosud udržuje hráze potoků. Dnešní obec vznikla v roce 1834 v rozsahu původní rolnické obce, která je od té doby vedena jako soukromá společnost.

Hohfluh, letecký pohled z roku 1949

Od 14. století se železná ruda těžila v povrchových dolech, mimo jiné nad Käserstattem, u Planplatten a Erzeggu, a po různých „rudných cestách“ (Erzwegen) se dopravovala na saních do vysokých pecí v údolí (včetně Mühletalu). Místní obyvatelé našli vedlejší zaměstnání jako dřevorubci, uhlíři a mulaři v dopravě přes průsmyk Brünigpass. Nárůst počtu obyvatel po roce 1800 vedl k chudobě; navzdory domácím pracím (tkaní hedvábí, plátna, řezbářství) byly celé rodiny nuceny emigrovat do Ameriky.
Zlom přinesla železnice Brünigbahn (1888) a první silnice (1890) z Hohfluhu na nádraží Meiringen; v krátké době se Hasliberg vyvinul v lázně Brünig-Hasliberg s lázněmi nejprve v Hohfluhu, pak v dalších obcích. V roce 1912 zde již bylo k dispozici 600 hotelových lůžek. V době krize od roku 1914 byly některé hotely převedeny na soukromé instituce; ve Schweizerhofu byl vybudován rekreační dům pro matky (dnes lázně a rehabilitační klinika), ve Viktorii v Reuti rekreační a vzdělávací středisko evangelické metodistické církve a v Hohfluhu získala švýcarská misie víry dům Bellevue. V roce 1946 se v Goldernu usadila mezinárodně uznávaná internátní škola Ecole d'Humanité.
V roce 1960 byla otevřena první lanovka z Wasserwendi na Alp Käserstatt. V roce 1973 byla otevřena lanová dráha Meiringen–Hasliberg.
První reformovaný kostel na Haslibergu byl postaven v Hohfluhu v roce 1938. Předtím museli lidé z Haslibergu jezdit do kostela do Meiringenu. V roce 1947 zde byla zřízena fara. Od roku 1967 má farnost plnohodnotnou pastoraci. V roce 1975 byla postavena kaple Christophorus jako první katolická sakrální stavba v Haslibergu-Hohfluhu.

## Obyvatelstvo

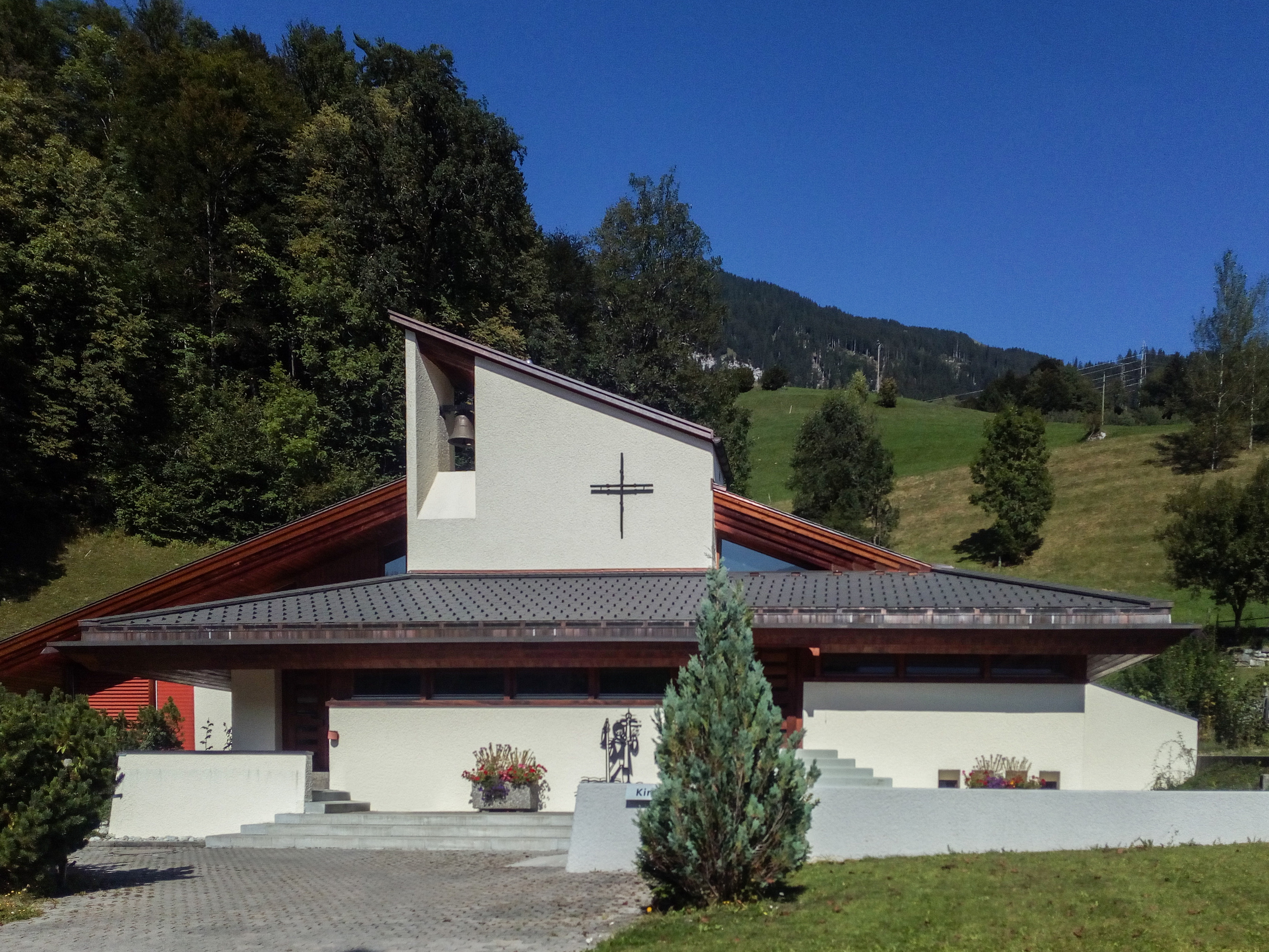
Kaple Christophorus

| Rok            | 1764 | 1850 | 1880 | 1900 | 1930 | 1950 | 1960 | 1970 | 1980 | 1990 | 2000 | 2010 |
| Počet obyvatel | 693  | 1309 | 1257 | 1037 | 912  | 1044 | 1172 | 1292 | 1328 | 1335 | 1276 | 1238 |

## Hospodářství a turismus
Místo je oblíbenou destinací pro zimní sporty, gondolová lanovka spojuje Hasliberg a Meiringen přes Reuti na Planplatten (2200 metrů), stejně jako lanovka z Wasserwendi do Käserstattu.

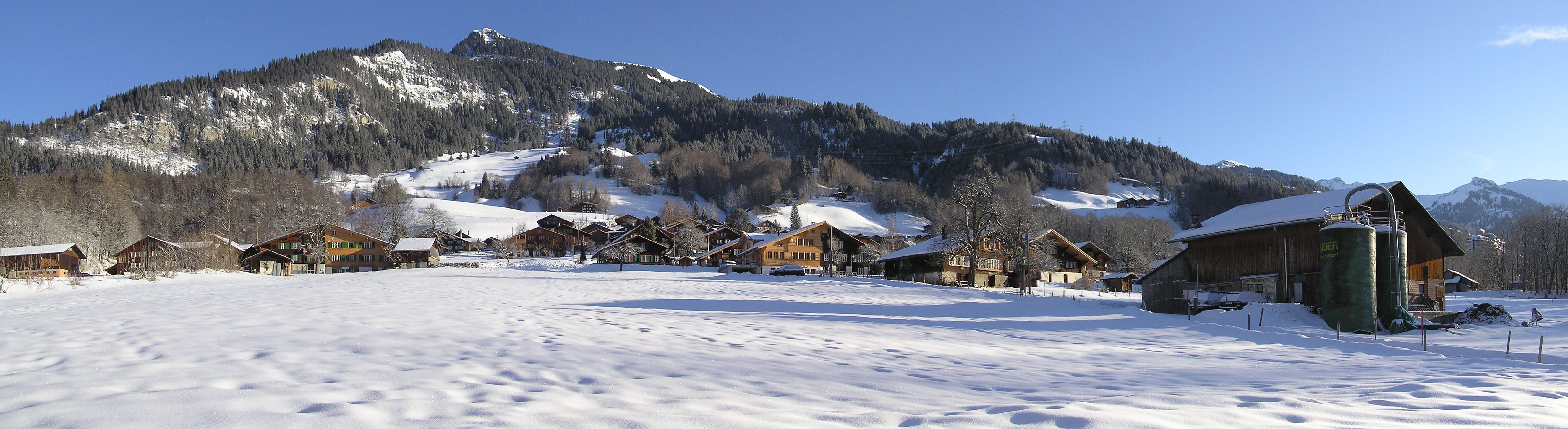
Panorama Haslibergu

## Doprava

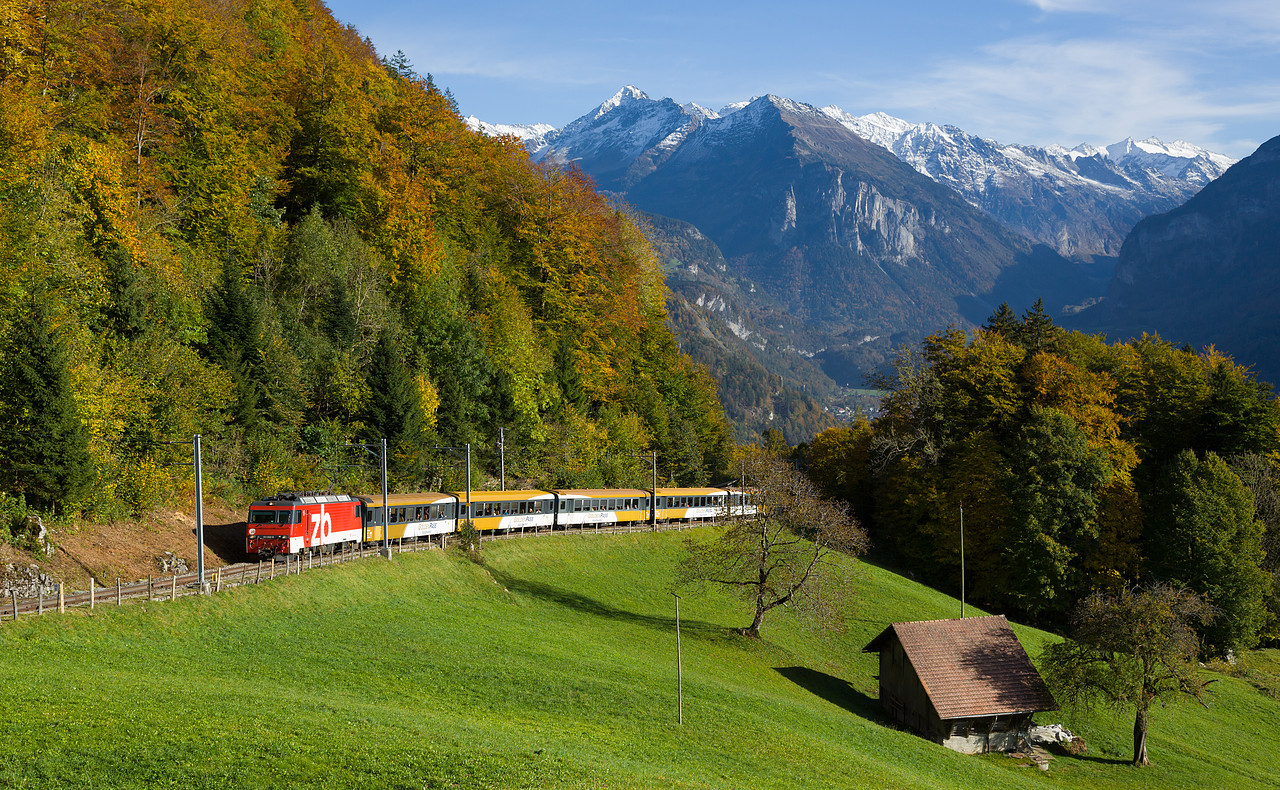
Vlak na Brünigbahn nedaleko Haslibergu

Obcí prochází úzkorozchodná ozubnicová železnice, tzv. Brünigbahn, v současnosti provozovaná společností Zentralbahn. Kantonální hlavní silnice č. 4 prochází průsmykem Brünigpass a spojuje kantony Bern a Obwalden.